# 洛佐瓦河 (沃夫恰河支流)
洛佐瓦河（烏克蘭語：Лозова），是烏克蘭的河流，位於該國東部頓涅茨克州，屬於沃夫恰河的左支流，發源自頓涅茨克以西，河道全長25公里，流域面積166平方公里。